# Farnstädt
Farnstädt es un municipio situado en el distrito de Saale, en el estado federado de Sajonia-Anhalt (Alemania). Su población a finales de 2015 era de unos 1500 habitantes y su densidad poblacional, 55 hab/km².